# Guo Xingyuan
Guo Xingyuan (chinesisch 郭興 元 / 郭兴元, Pinyin Guō Xīngyuán; * 20. Oktober 1988 in Pizhou, Xuzhou, Provinz Jiangsu) ist ein chinesischer Para-Tischtennisspieler der paralympischen Startklasse TT 4. Bei Paralympischen Spielen gewann er eine Goldmedaille und zwei Silbermedaillen.

## Werdegang
In seiner Kindheit erkrankte Guo Xingyuan an Poliomyelitis, weswegen er Turniere in der Klasse TT 4 bestreitet. Erste internationale Auftritte hatte er dabei 2006. Hier gewann er bei der Weltmeisterschaft zwei Medaillen. Bisher errang er in diesem Wettbewerb vier Medaillen, davon 2010 eine im Einzel. Dreimal qualifizierte sich der Chinese für die Paralympics, bei denen er insgesamt drei Medaillen errang. 2014 wurde Guo Asienspielesieger. Mit zahlreichen weiteren Erfolgen zählt er zu den besten Spielern seiner Klasse. Seine beste Platzierung war Platz 2 im Juli 2011.

## Titel und Erfolge im Überblick

### Paralympische Spiele
- 2008 in Peking: Silber mit der Mannschaft in Klasse 4–5
- 2012 in London: Gold mit der Mannschaft in Klasse 4–5
- 2016 in Rio de Janeiro: Silber in der Einzelklasse 4

### Asienmeisterschaften
- 2013 in Peking: Bronze in der Einzelklasse 4, Silber mit der Mannschaft in Klasse 4
- 2015 in Amman: Bronze in der Einzelklasse 4
- 2017 in Peking: Bronze in der Einzelklasse 4, Silber mit der Mannschaft in Klasse 4
- 2019 in Taichung: Bronze mit der Mannschaft in Klasse 4

### Asienspiele
- 2010 in Guangzhou: Silber mit der Mannschaft in Klasse 4–5
- 2014 in Incheon: Gold mit der Mannschaft in Klasse 5

### Weltmeisterschaften
- 2006 in Montreux: Bronze in der Einzelklasse 4, Gold mit der Mannschaft in Klasse 4
- 2010 in Gwangju: Gold in der Einzelklasse 4
- 2014 in Peking: Gold mit der Mannschaft in Klasse 5

### Kleinere Turniere
- Thailand Open 2017: Silber mit der Mannschaft in Klasse 4
- Spanish Open 2017: Bronze mit der Mannschaft in Klasse 4–5
- China Open 2018: Gold mit der Mannschaft in Klasse 4